# Schlacht bei Diersheim
1792

Porrentruy – Marquain – Quiévrain – Verdun – Thionville – Valmy – Lille – Mainz (1792) – Jemappes
1793

Aldenhoven I – Namur – Neerwinden – Mainz (1793) – Famars – Valenciennes (1793) – Arlon (1793) – Hondschoote – Meribel – Avesnes-le-Sec – Pirmasens – Toulon – Fontenay-le-Comte – Cholet – Lucon – Trouillas – Dünkirchen – Le Quesnoy – Menin I – Wattignies – Weißenburg I – Biesingen – Kaiserslautern I – Weißenburg II
1794

Boulou – Landrecis – Menin II – Mouscron – Martinique – Guadeloupe – Tourcoing – Tournai – Kaiserslautern II – San-Lorenzo de la Muga – 13. Prairial – Fleurus – Kaiserslautern III – Vosges – Aldenhoven II
1795

Cornwallis’ Rückzug – Genua – Groix – Hyeres – Handschuhsheim – Mainz (1795) – Mannheim – Loano
1796

Montenotte – Millesimo – Dego – Mondovì – Lodi – Borghetto – Castiglione – Mantua – Siegburg – Altenkirchen – Wetzlar – Kircheib – Kehl – Kalteiche – Friedberg  – Malsch – Neresheim – Sulzbach – Deining – Amberg – Würzburg – Neufundland – Rovereto – Bassano – Limburg – Biberach I – Emmendingen – Schliengen – Caldiero – Arcole – Irland
1797

Fall von Kehl – Rivoli (1797) – St. Vincent – Diersheim – Santa Cruz – Neuwied – Camperduin
Die Schlacht bei Diersheim ereignete sich während des Ersten Koalitionskrieges gegen das revolutionäre Frankreich vom 20. bis zum 21. April 1797 bei Diersheim im heutigen Baden-Württemberg. Dort standen sich 48.500 Mann Frankreichs unter Jean-Victor Moreau und 24.000 Mann Österreichs unter Anton Sztáray von Nagy-Mihaly gegenüber. Beide Seiten verloren in der Schlacht ca. 3.000 Soldaten und Österreich verlor außerdem noch 13 Kanonen. Der Österreicher General Wilhelm von Immens wurde während des Gefechts getötet und Anton Sztáray schwer verletzt. Die französischen Truppen siegten und setzten den Österreichern noch bei deren Rückzug nach.
Die Schlacht von Diersheim war eigentlich unnötig und eine Verschwendung an Leben, da Napoleon Bonaparte drei Tage zuvor den Vertrag von Leoben mit Österreich geschlossen hatte, der eine Waffenruhe zwischen Österreich und Frankreich bedeutete. Moreaus Ruf steigerte sich durch seinen hart erkämpften Sieg.